# 이오안 슬라비치

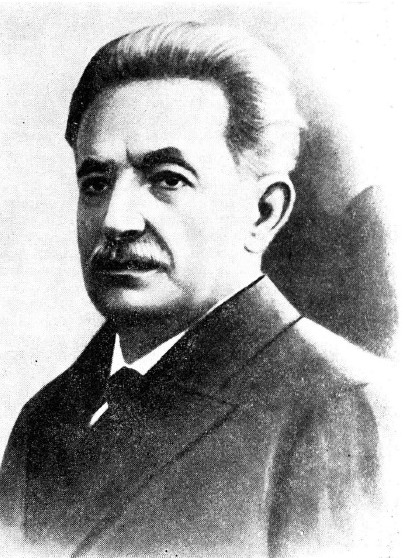

이오안 슬라비치(Ioan Slavici)는 트란실바니아 태생의 루마니아 언론인으로, 1871년 Convorbiri literare를 통하여 데뷔하였고, 1903년에는 루마니아 아카데미상을 받았다.